# Sparta Stadion Het Kasteel
El Sparta-Stadion Het Kasteel es un estadio multiusos de Róterdam (Países Bajos). El estadio fue inaugurado en 1916 y fue una de las sedes de los Juegos Olímpicos de Ámsterdam 1928. Actualmente se usa principalmente para los partidos de fútbol como local del Sparta Rotterdam. Tiene una capacidad de 11 026 espectadores.

## Historia y diseño
El estadio está situado en el barrio de Spangen, donde fue construido en 1916 como Stadion Spangen sobre la base de un plan de los arquitectos JH de Roos y Overeynder WF. El nombre de "Het Kasteel" (El Castillo) se deriva del pequeño edificio con dos torres pequeñas, que se mete hacia la tribuna orientada al sur (Stand Kasteel) del estadio, que es similar a un castillo. Este edificio es la Auténtica sólo permanecen en el diseño original. Fue construido en 1916. El edificio del castillo, que actualmente está situado a lo largo de la longitud de la cancha, fue colocado originalmente detrás de uno de los objetivos.

## Juegos Olímpicos de 1928
Para los Juegos Olímpicos de 1928 en la vecina Ámsterdam, el lugar fue sede de dos partidos de fútbol. La primera fue el 5 de junio, cuando la nación anfitriona, Holanda derrotó a Bélgica 3-1, mientras que el segundo fue tres días después, cuando el equipo neerlandés empató con Chile 2-2.
A través de los años, los stands de "Sparta Stadion" se renovaron y se extendió a menudo, pero la renovación más radical tuvo lugar en 1998 y 1999: el estadio fue completamente reconstruido de acuerdo a un plan de la Zwarts arquitectos y Jansma. Durante la renovación, el tono se gira 90 grados. Al mismo tiempo, pasó a llamarse ENECO-Stadion, después de su principal patrocinador. Ese nombre fue pronto sustituido por el actual Het Kasteel ("El Castillo"), que ya había sido el apodo popular para el estadio desde que fue construido.
El castillo fue comprado en noviembre de 2004 por el empresario Hans van Heelsbergen, el gerente de la empresa textil Textiel Hans y también el presidente del Sparta de Rotterdam. Van Heelsbergen abrió sus puertas en este edificio una Esparta museo (y una salida de Hans Textiel).

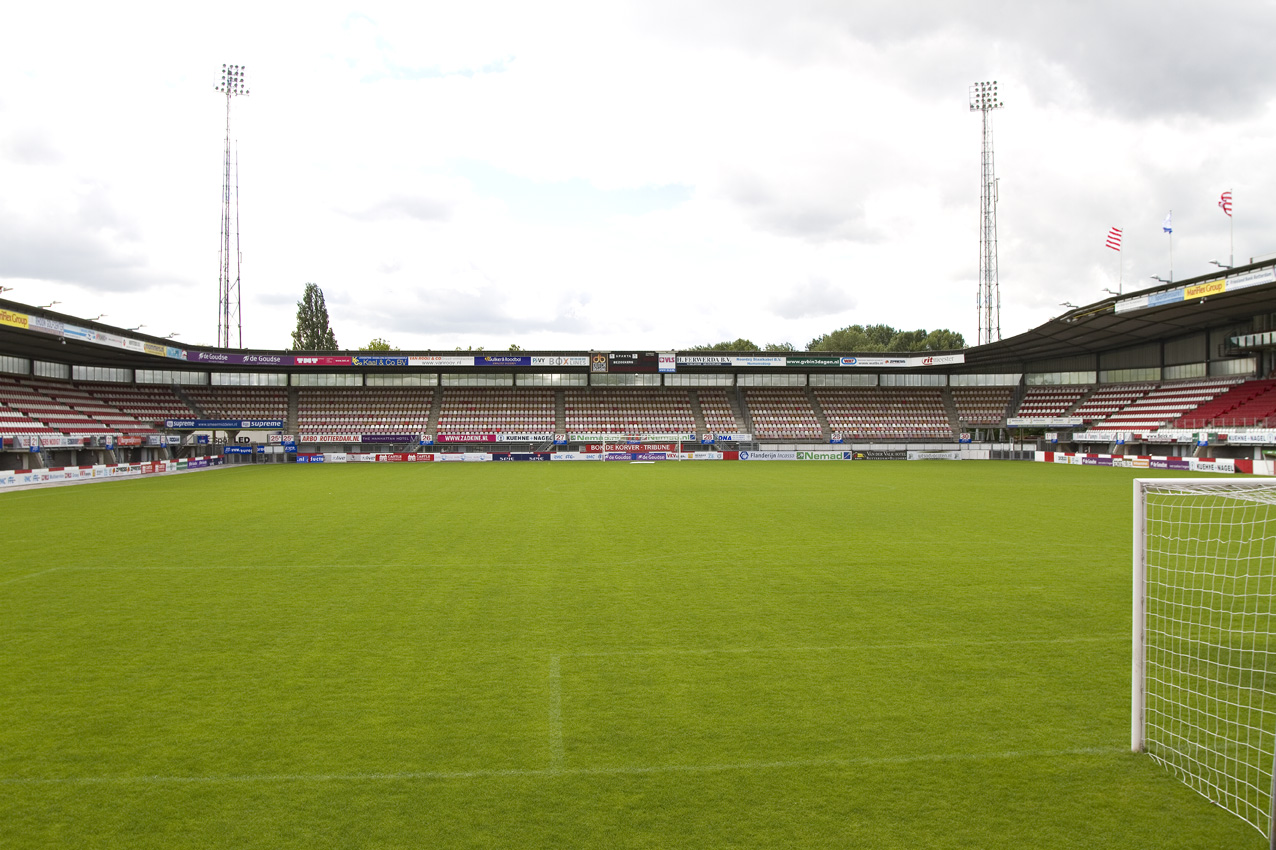
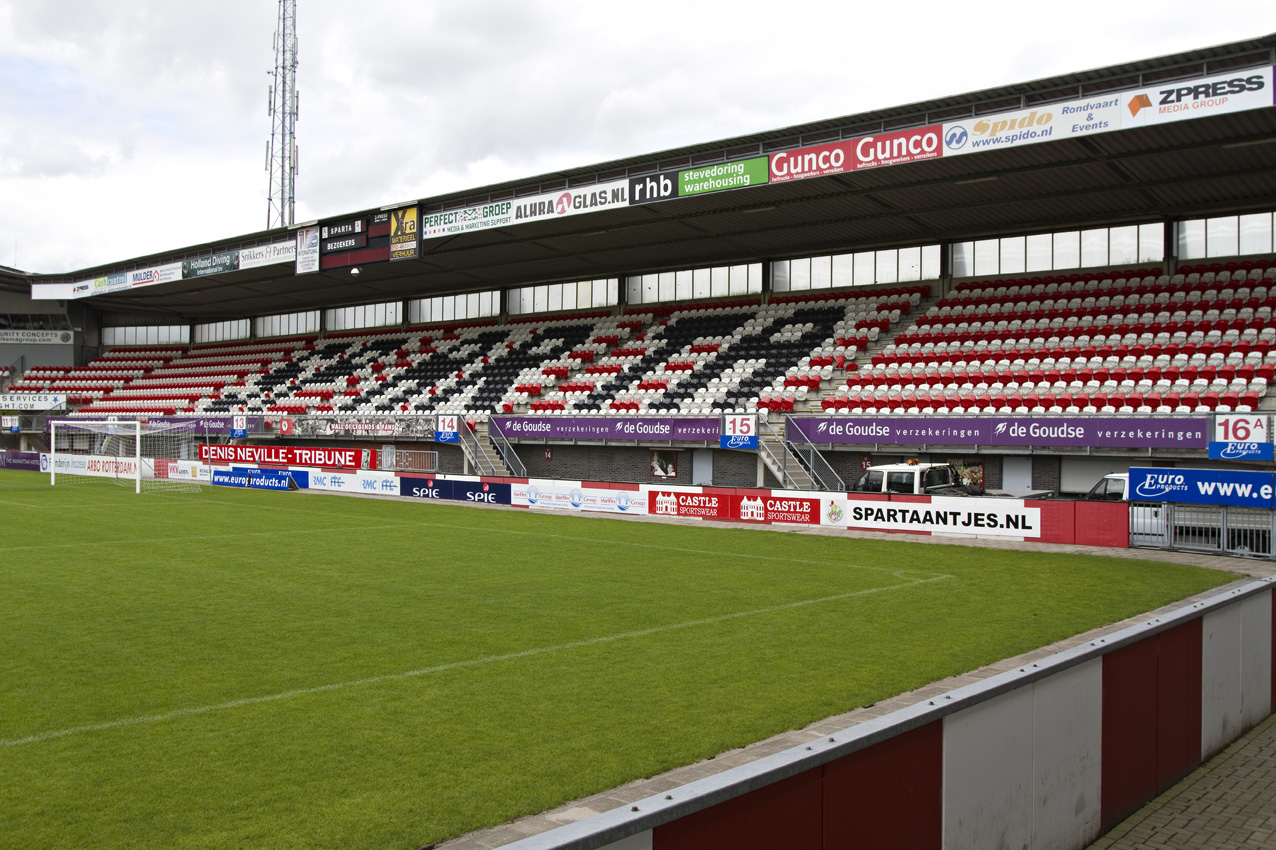
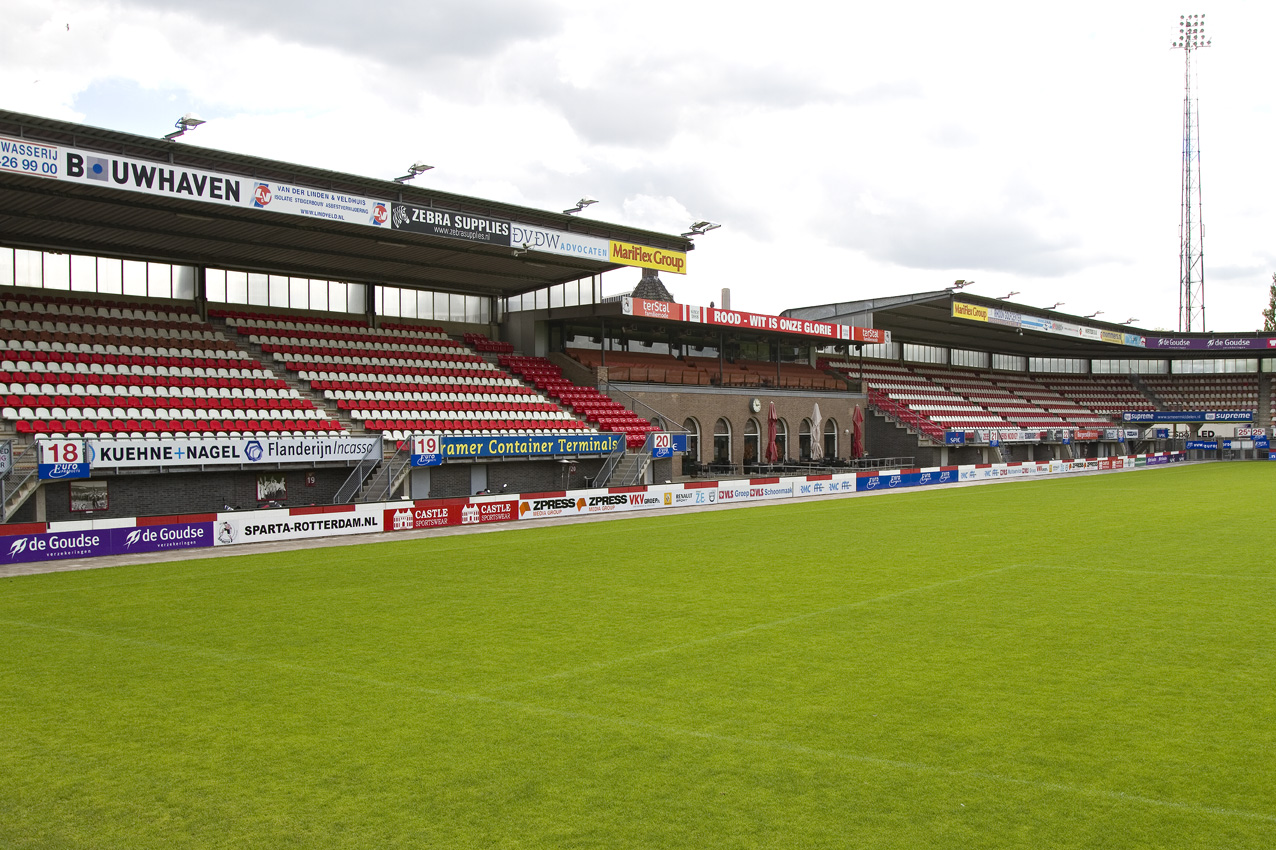
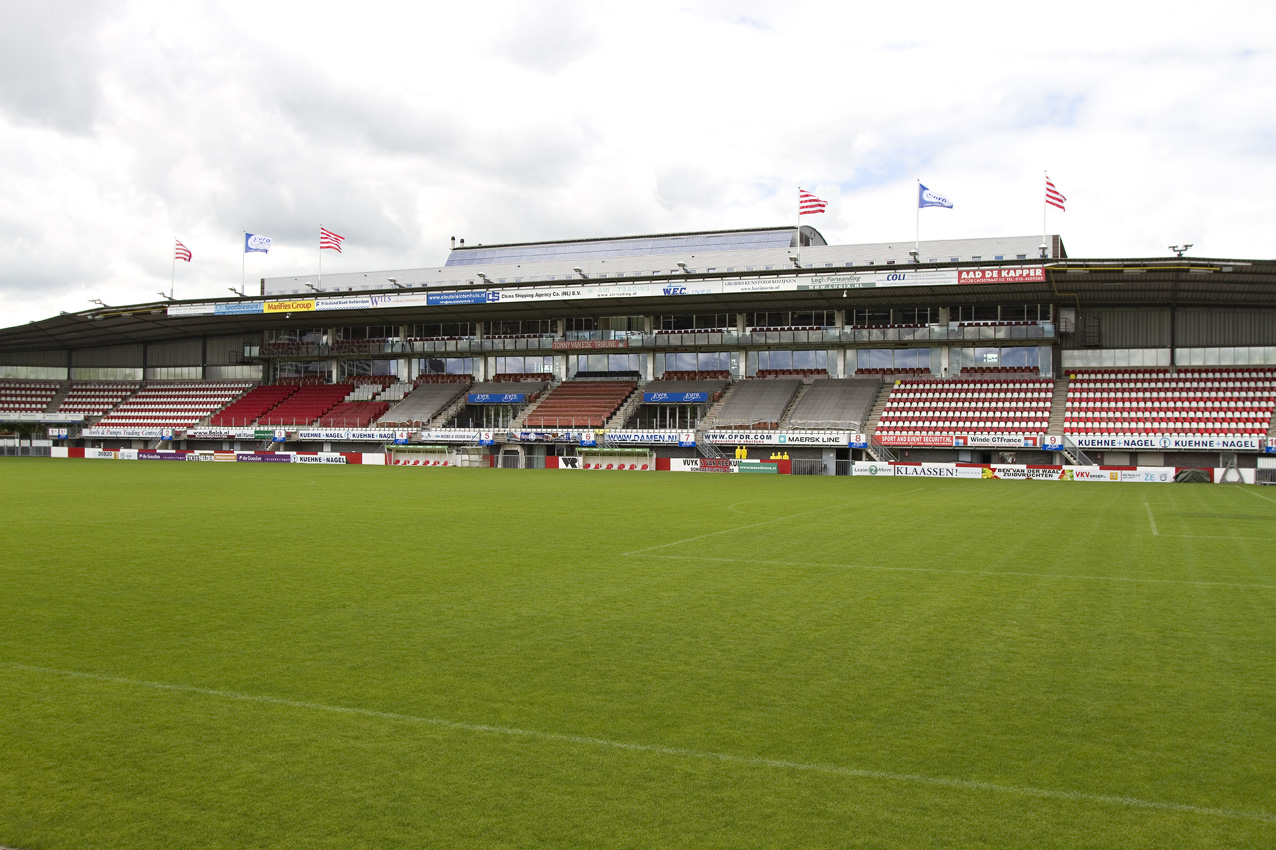